# Campeonato Cearense de Futebol Feminino de 2008
O Campeonato Cearense de Futebol Feminino de 2008 foi a 2ª edição do torneio e contou com 10 times.

## Fase Classificatória - Grupo: A[1]
| Pos | Clube        | PG | JG | Vit | Emp | Der | GP | GC | SG  | Apr. % |
| 1   | Horizonte    | 9  | 4  | 3   | 0   | 1   | 25 | 5  | 20  | 75.00  |
| 2   | Messejana    | 3  | 2  | 1   | 0   | 1   | 11 | 4  | 7   | 50.00  |
| 3   | Juventus     | 3  | 1  | 1   | 0   | 0   | 3  | 2  | 1   | 100.00 |
| 4   | Verdes Mares | 3  | 2  | 1   | 0   | 1   | 2  | 8  | -6  | 50.00  |
| 5   | Alvinegro    | 0  | 3  | 0   | 0   | 3   | 1  | 23 | -22 | 0.00   |
| --- | ------------ | -- | -- | --- | --- | --- | -- | -- | --- | ------ |

## Fase Classificatória - Grupo: B[1]
| Pos | Clube      | PG | JG | Vit | Emp | Der | GP | GC | SG  | Apr. % |
| 1   | Caucaia    | 10 | 4  | 3   | 1   | 0   | 20 | 3  | 17  | 83.33  |
| 2   | Tiradentes | 5  | 4  | 1   | 2   | 1   | 13 | 7  | 6   | 41.67  |
| 3   | Floresta   | 5  | 3  | 1   | 2   | 0   | 6  | 3  | 3   | 55.56  |
| 4   | América    | 4  | 3  | 1   | 1   | 1   | 14 | 5  | 9   | 44.44  |
| 5   | Atlético   | 0  | 4  | 0   | 0   | 4   | 1  | 36 | -35 | 0.00   |
| --- | ---------- | -- | -- | --- | --- | --- | -- | -- | --- | ------ |

## Final - Grupo: C[1]
| Pos | Clube     | PG | JG | Vit | Emp | Der | GP | GC | SG | Apr. % |
| 1   | Caucaia   | 10 | 5  | 3   | 1   | 1   | 17 | 6  | 11 | 66.67  |
| 2   | Floresta  | 9  | 5  | 3   | 0   | 2   | 12 | 11 | 1  | 60.00  |
| 3   | Horizonte | 6  | 5  | 2   | 0   | 3   | 9  | 16 | -7 | 40.00  |
| 4   | Juventus  | 1  | 3  | 0   | 1   | 2   | 3  | 8  | -5 | 11.11  |
| --- | --------- | -- | -- | --- | --- | --- | -- | -- | -- | ------ |

## Premiação[1]
| Campeonato Cearense de Futebol Feminino de 2008 |
| Caucaia                                         |
| ----------------------------------------------- |
| Caucaia                                         |
| 1º Título                                       |